# اسکار هومبرتو مخیا ویکتورز
سرتیپ اسکار هومبرتو مخیا ویکتورز (به انگلیسی: Brigadier General Óscar Humberto Mejía Víctores)؛ (زادهٔ ۹ دسامبر ۱۹۳۰ – درگذشته ۱ فوریه ۲۰۱۶) یک سرتیپ و سیاست‌مدار اهل گواتمالا بود. وی از ۸ اوت ۱۹۸۳ تا ۱۴ ژانویه ۱۹۸۶ رئیس‌جمهور این کشور بود.
اسکار هومبرتو مخیا ویکتورز در ۱ فوریه ۲۰۱۶، بعد از یک دوره طولانی بیماری در سن ۸۵ سالگی درگذشت.